# Anders Zorn
Anders Leonard Zorn (uttal: [so:rn]), född 18 februari 1860 i Utmelands by i Mora, död 22 augusti 1920 i Mora i Dalarna, var en svensk konstnär.
Han betraktas som en betydande konstnär i Sverige och blev även uppskattad utanför Sverige, inte minst i USA, där han anlitades som porträttmålare av presidenter, företagsledare och societetsfolk. 

## Biografi

### Ursprung och föräldrar

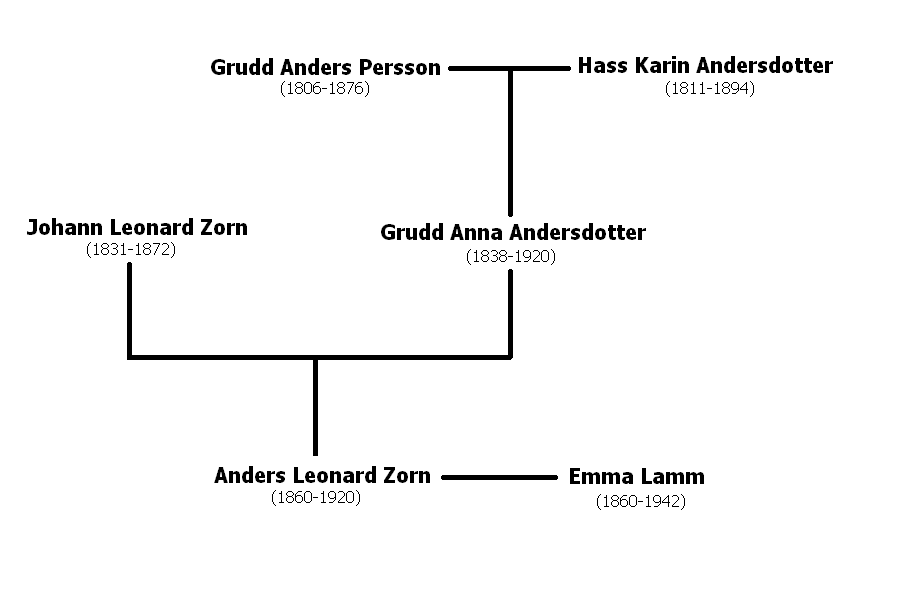
Anders Zorns antavla.

Anders Zorn föddes på Grudd-gården i Yvraden, Utmeland i Mora efter en kort romans mellan Grudd Anna Andersdotter och den tyske bryggmästaren Leonard Zorn från Bayern. Föräldrarna träffades när modern som 20-åring arbetade som buteljsköljerska på friherre Henrik von Dübens bryggeribolag von Düben & Co:s bryggeri i Uppsala. Leonard Zorn levde sina sista år i Helsingfors, där han avled den 26 december 1872. Zorn träffade aldrig fadern men tog senare dennes efternamn.

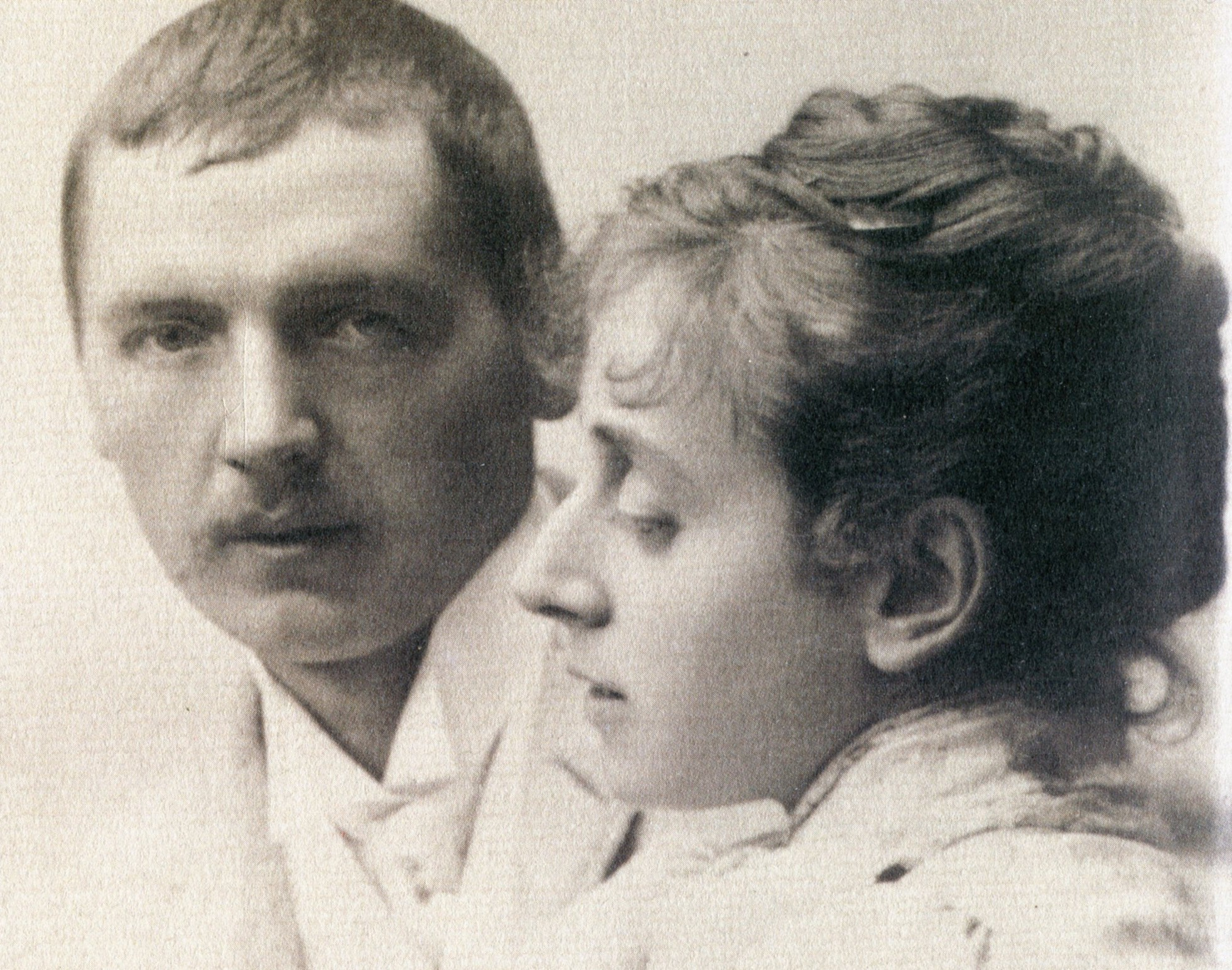
Anders och Emma Zorn kring 1885.

Eftersom Zorns mor vistades i Uppsala, levde han de första åren hos sina morföräldrar. Han kunde med hjälp av ett litet arv från fadern studera på Enköpings högre allmänna läroverk från tolv års ålder. Där fick han lära sig tala rikssvenska, eftersom man i Mora på den tiden bara pratade moramål. Han fick även sina första lektioner i teckning och lärarna upptäckte snart den unge Zorns konstnärliga talang. Zorns skisser av klasskamrater, målningar av Enköping samt träsnitt av människor och hästar finns än idag i Zornsamlingarna i Mora.

### Utbildning
År 1875 påbörjade Zorn studier vid Kungliga Akademien för de fria konsterna i Stockholm. Detta blev möjligt tack vare arvet efter hans far samt en mindre summa pengar från det tyska bryggerisällskapet i Stockholm.
Zorn arbetade först i trä men övergick snart till måleri. Under en utställning 1880 visade han akvarellmålningen I sorg som fick stor uppmärksamhet i konstnärliga kretsar. Zorn visade också stor skicklighet i porträttmålning och fick en mängd uppdrag av rika svenska familjer. Under ett av dessa uppdrag träffade han sin blivande hustru Emma Lamm.

### Liv och verk
Zorn reste mycket efter 1881, huvudsakligen till England och Spanien. Inspirationen till resorna fick han bland annat i målningar av sin förebild Egron Lundgren. Han studerade bland annat rörelser och speglingar på vattenytan. I Madrid skapade han 1885 verket Kärleksnymf, som gav honom ett genombrott. Även här fick Zorn större uppdrag, bland annat av spanska och portugisiska adelsmän, vilket förbättrade hans finansiella läge.
Efter återkomsten till Sverige gifte han sig borgerligt den 16 oktober 1885 med Emma Amalia Lamm. De bosatte sig i Lisselby nära Mora. Under smekmånaden i Ungern och Turkiet insjuknade Zorn i tyfoidfeber och först efter tre månader var han tillräckligt återställd för att kunna fortsätta resan.
Även under senare år gjorde Zorn flera resor till Spanien, Nordafrika och England. Under 1890-talet i Paris umgicks han mycket med finländaren Albert Edelfelt. År 1893 reste Zorn över till USA för att måla porträtt av ledande politiker och näringslivspersonligheter. Mycket känt blev porträttet av presidenten Grover Cleveland. Zorn kom så småningom även att porträttera presidenterna Theodore Roosevelt (1905) och William Howard Taft (1911).
Sommaren 1897 reste Zorn till Ryssland, där han blev mycket väl mottagen. Han vistades i Sankt Petersburg och Moskva, där han blev särskilt god vän med konstnärerna Ilja Repin och Konstantin Korovin hos vilken han mestadels bodde.
Tillbaka i Sverige skapade han mestadels landskapsmålningar och gjorde även en del nakenstudier. Han modellerade bland annat skulpturer som Nymf och Faun, Morgonbad samt en staty av Gustav Vasa.
Anders Zorn dog på Mora lasarett, den 22 augusti 1920 av blodförgiftning i buken. Han är begravd på gamla kyrkogården i Mora. Hans arv överlämnades genom hans testamente till svenska staten för att instifta ett museum. Hans och makan Emmas hem Zorngården blev efter Emma Zorns död 1942 ett museum och ingår i Zornsamlingarna.

### Anders Zorns fotografier
| Fotografisk förlaga (t v) och Svanen (t h) |  | Fotografisk förlaga (t v) och Svanen (t h) |
| Fotografisk förlaga (t v) och Svanen (t h) |  |                                            |

Zorn tog under sin karriär många fotografier. Fotografierna kunde användas som förlagor till andra verk. Fotografiska hade 2015 en utställning med ett urval av dessa bilder.

### Utmärkelser
Under sin konstnärskarriär tilldelades Zorn följande hedersbetygelser:
- Vasaorden, kommendör med stora korset, Sverige
- Vasaorden, riddare, Sverige
- Nordstjärneorden, kommendör med stora korset, 1920, Sverige
- Nordstjärneorden, kommendör av första klassen, 1918, Sverige
- Nordstjärneorden, kommendör av andra klassen, 1903, Sverige
- Nordstjärneorden, riddare, Sverige
- Kommendör av Sankt Mauritius- och Lazarusorden, Italien, 1910
- Riddare av Isabella den katolskas orden, stora korset, Spanien, 1888
- Riddare av Hederslegionen, stora korset, Frankrike, 1889
- Riddare av Italienska kronans orden, kommendörskorset, Italien, 1896
- Medjidieorden, stora korset, Turkiet
- Kommendör av Äro-orden (Order of Glory), 2:a klassen, Tunisien, 1902
- Pelarorden

### Anders Zorn som etsare
Även etsningstekniken kom att locka Zorn och etsningarna bidrog i hög grad till hans framgångar. Med Rembrandt som förebild utvecklade han en teknik där han med skurar av streck byggde upp motivet. Den första etsningen tillkom i London år 1883. Axel Herman Hägg (1835-1921), då verksam i London, var Zorns lärare i denna speciella teknik. Själva etsningstekniken tillägnade sig Zorn snabbt och den första etsningen var ett porträtt av läraren Hägg. Zorn utförde totalt 289 olika etsningar som omfattar porträtt, genrestudier och nakenstudier.

## Verklista

### Målningar i urval i kronologisk ordning
Se även alfabetisk lista över ett urval av hans målningar
- Törnsnåret, (akvarell) på Emma Zorn, nu i Zornmuseet.
- Sommarnöje (1886)
- Gunnlöd (akvarell) (1886)
- En premiär, gouache, olja och etsning i olika versioner, den första 1888
- Ute, olja på duk i olika versioner, den första 1888
- Midnatt (1891)
- Max Liebermann (1891)
- Söndagsmorgon (1891)
- Mora marknad (1892)
- Omnibus II (1892)
- Reveil (1892)
- Kvinna som klär sig (1893)
- Midsommardans (1897)
- Oscar II (1898)
- President Grover Cleveland (1899)
- Stickande kulla (1901)
- Hins Anders (1904)
- Flickan på loftet (1905)
- Erik Axel Karlfeldt i Zorngårdens matsal (1906)
- Drottning Sophia (1909)
- President William Taft (1911)
- Dans i Gopsmorstugan (1914)
- Självporträtt i rött (1915)

### Skulpturer i urval
- Emma Zorn (1889), brons, Zornsamlingarna.
- Mona (1889-90), björk, Zornsamlingarna.
- Mormor (1892), björk, Zornsamlingarna.
- Faun och Nymf (1896), brons, Waldemarsudde.
- Gustav Vasa (1903), centrala Mora
- Morgonbad (1909), brons, utanför Zorngården och i Rosenbadsparken, Stockholm.
- Fontänfigur (1911), brons, framför ateljén på Zorngården.

#### Etsningar i urval
- Kusinerna (1883), 44,3x27,6 cm Utförd i Zorns ateljé i London [21]

## Galleri, målningar (urval)

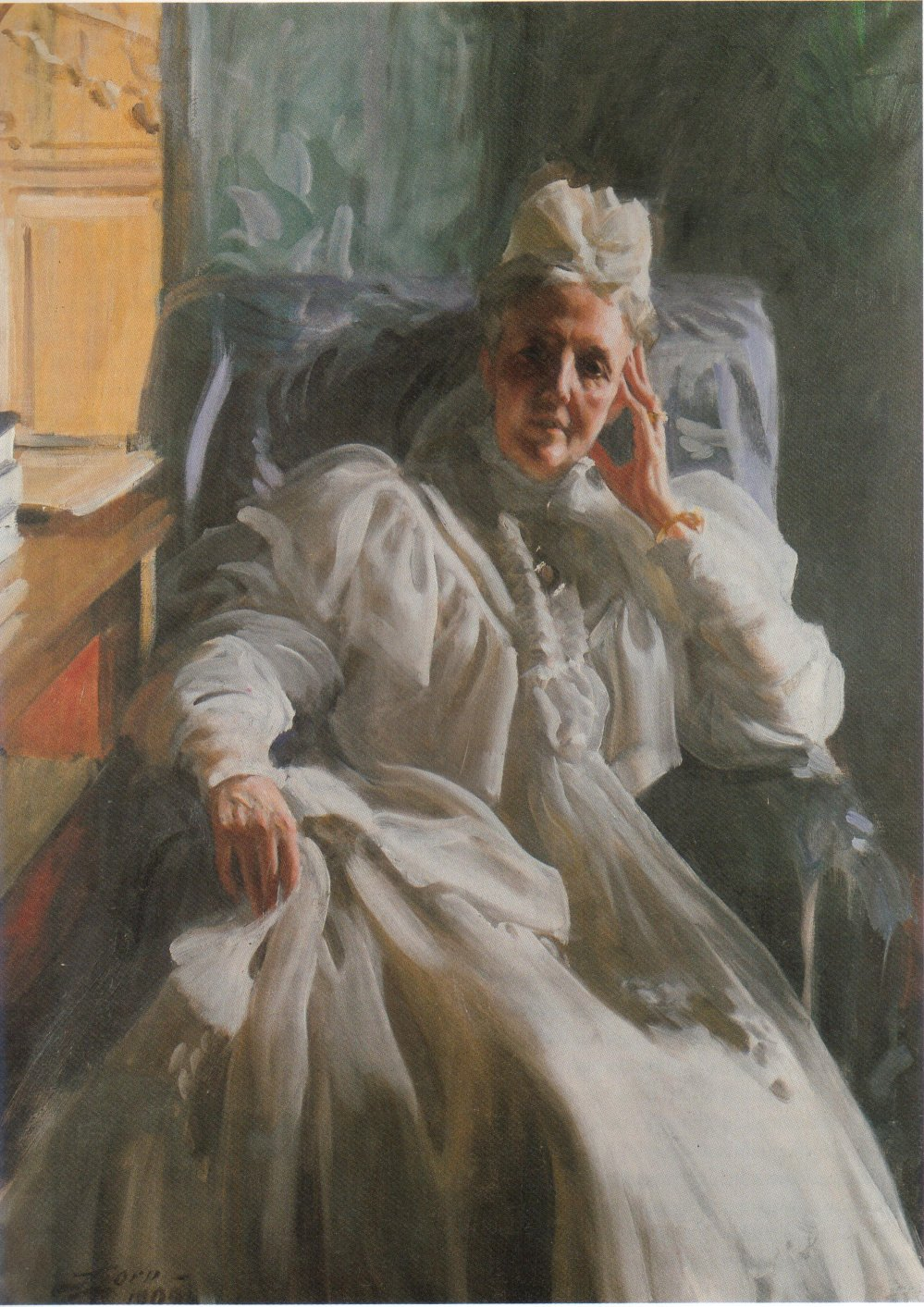
Drottning Sophia, 1909.
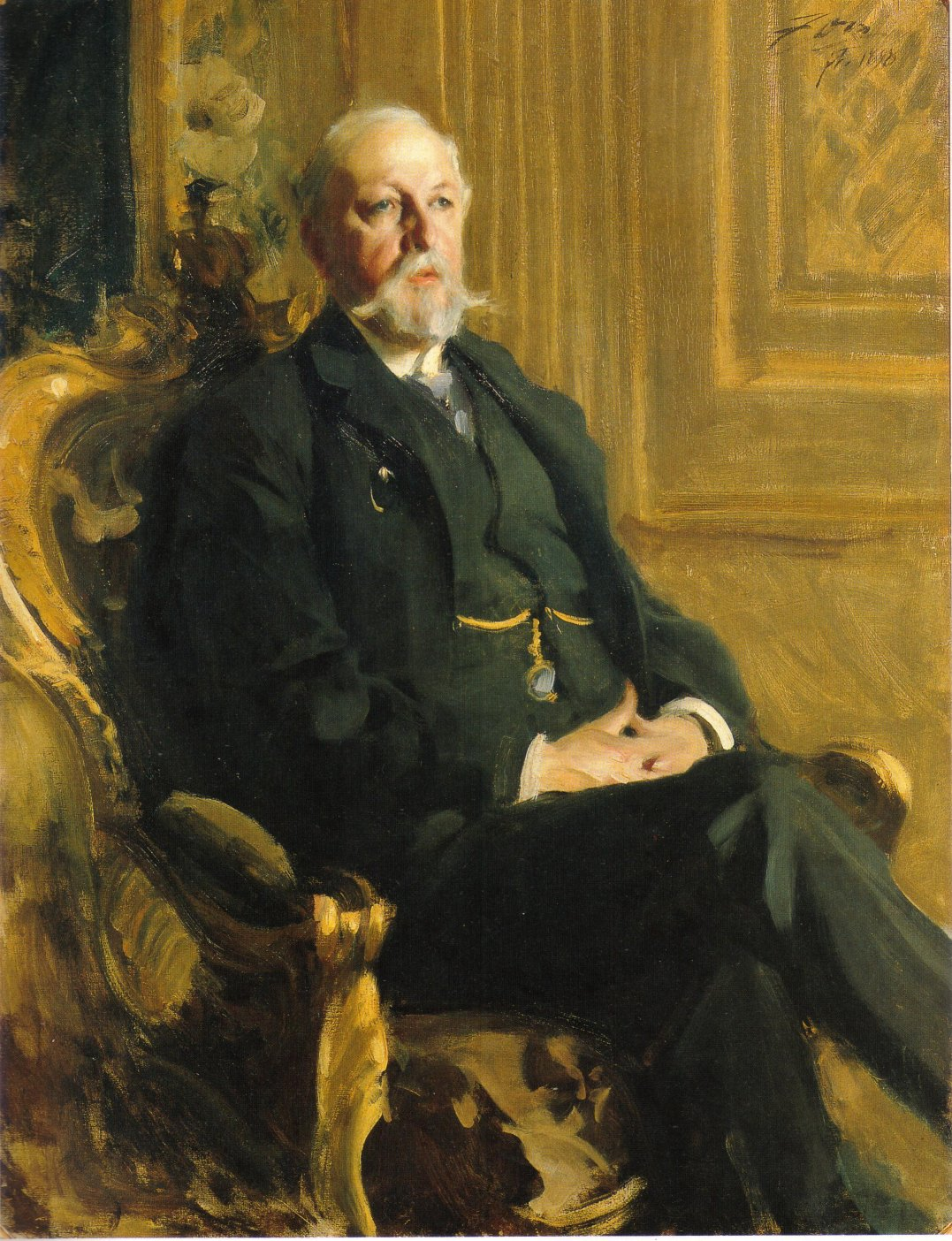
Oscar II, 1898.
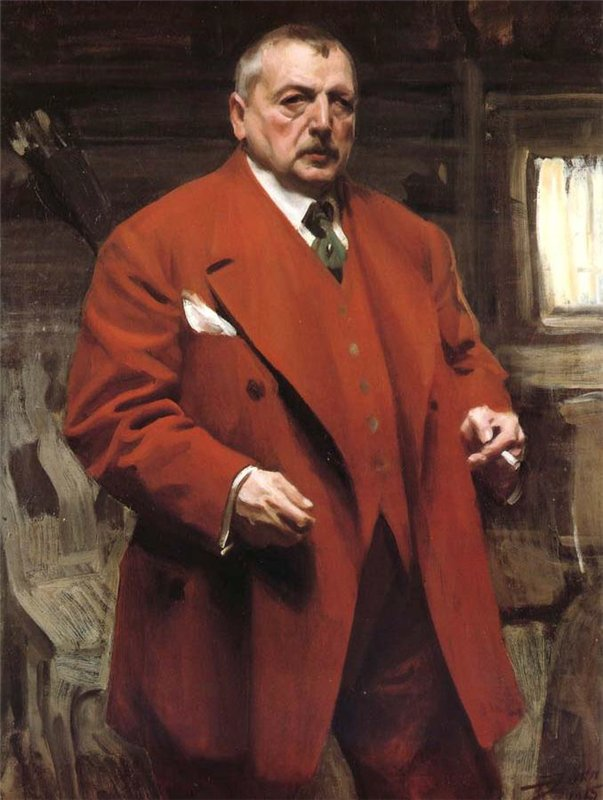
Självporträtt i rött, 1915.
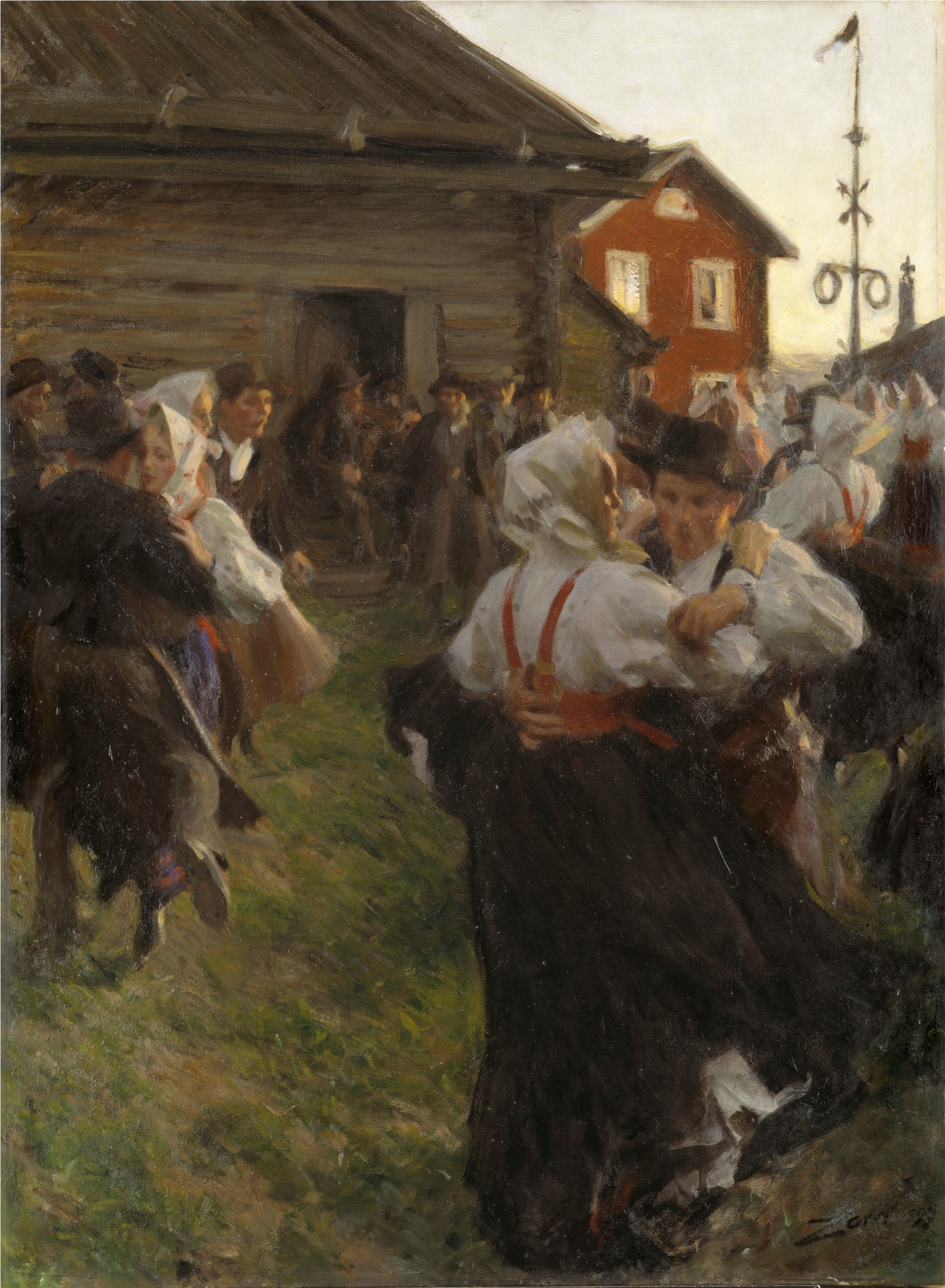
Midsommardans, 1897.
Stickande kulla, 1901.
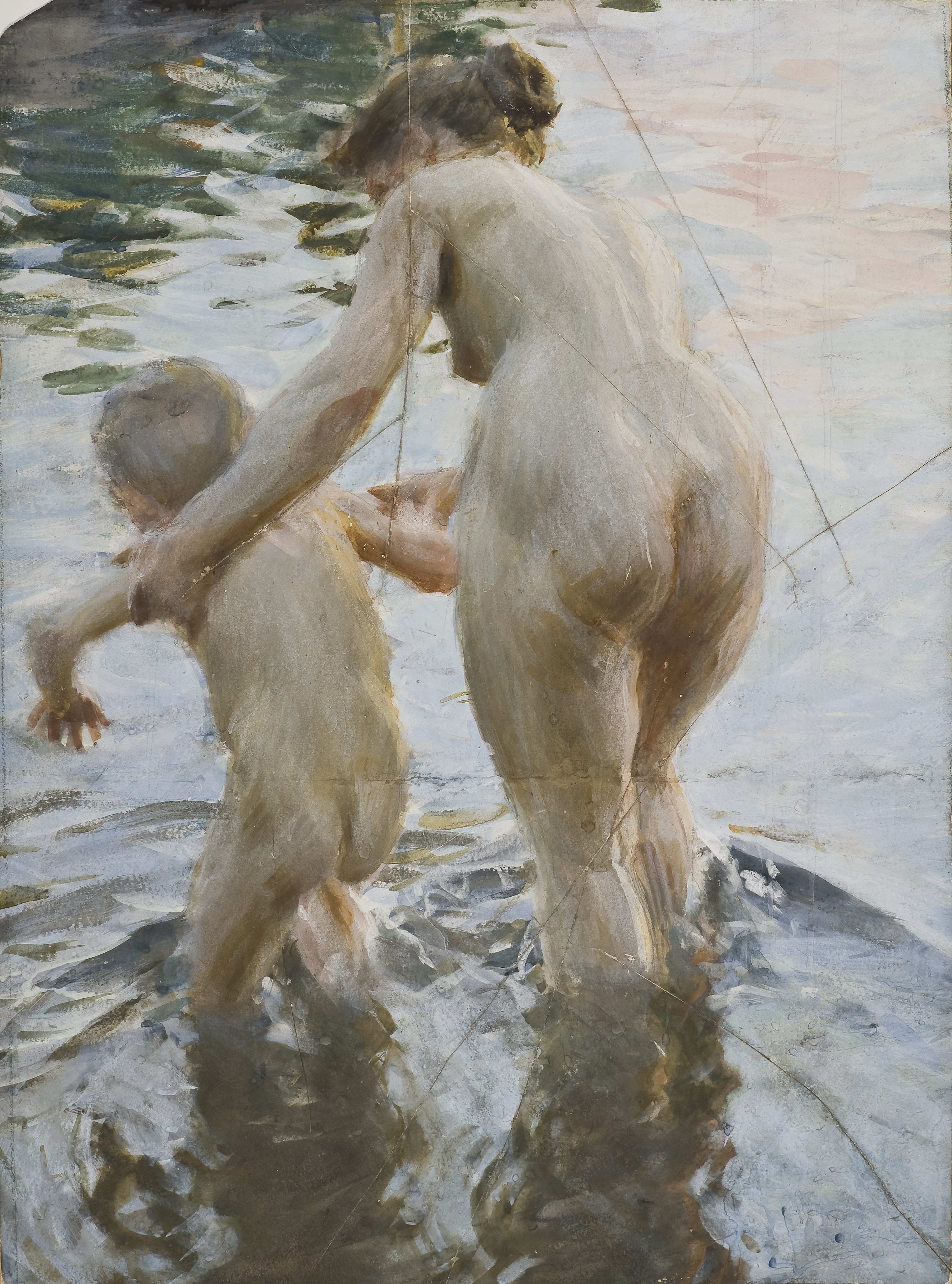
En premiär, (1888).
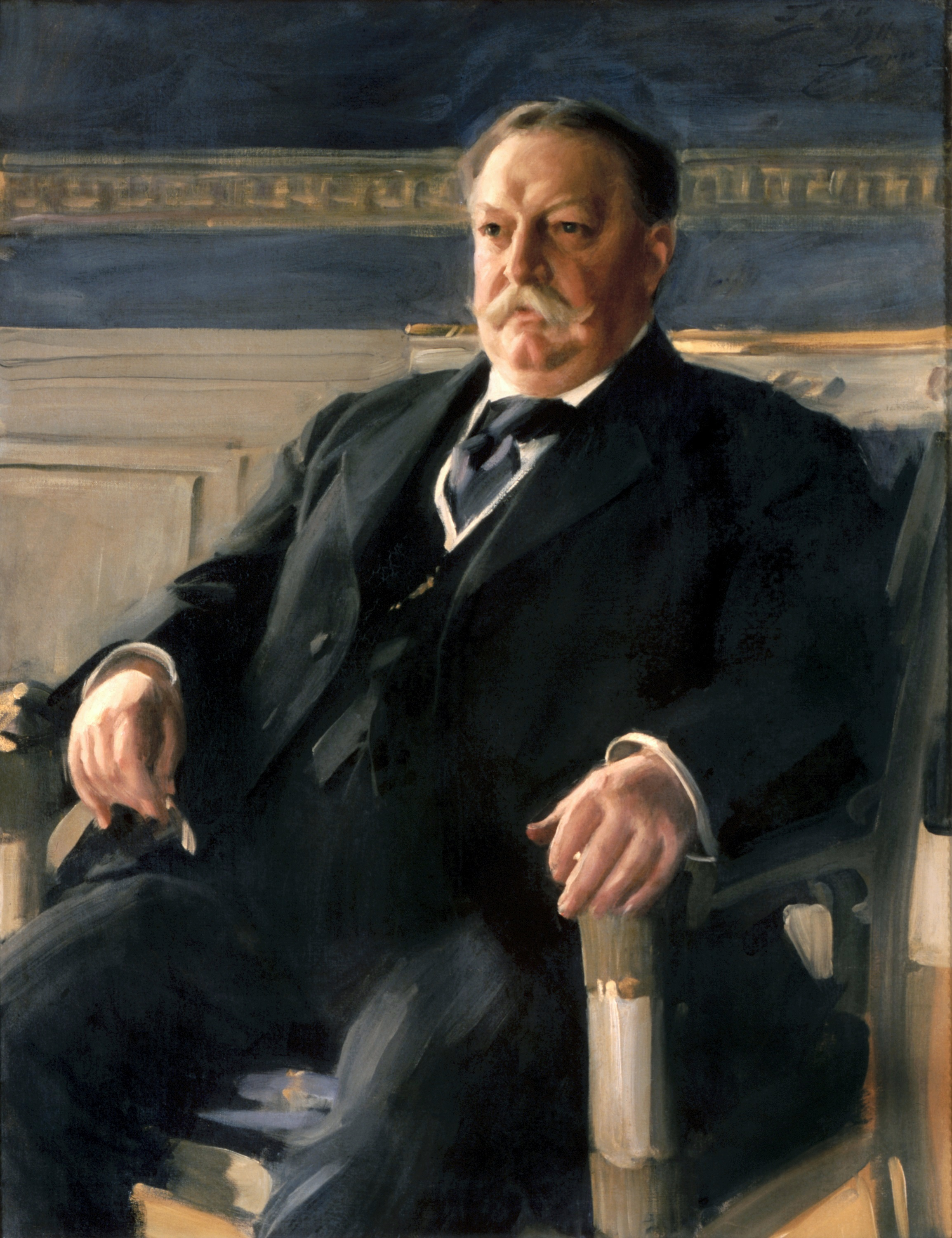
USA:s president William Taft 1911
Mr Henry Clay Pierce,[22] 1899
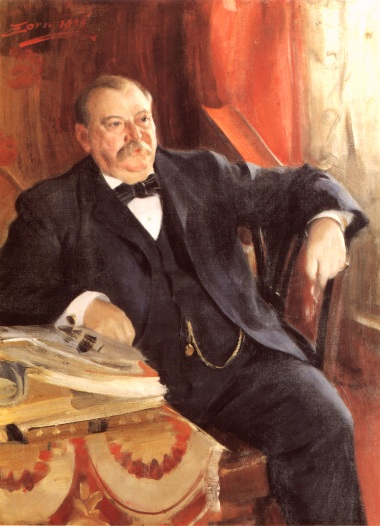
President Grover Cleveland
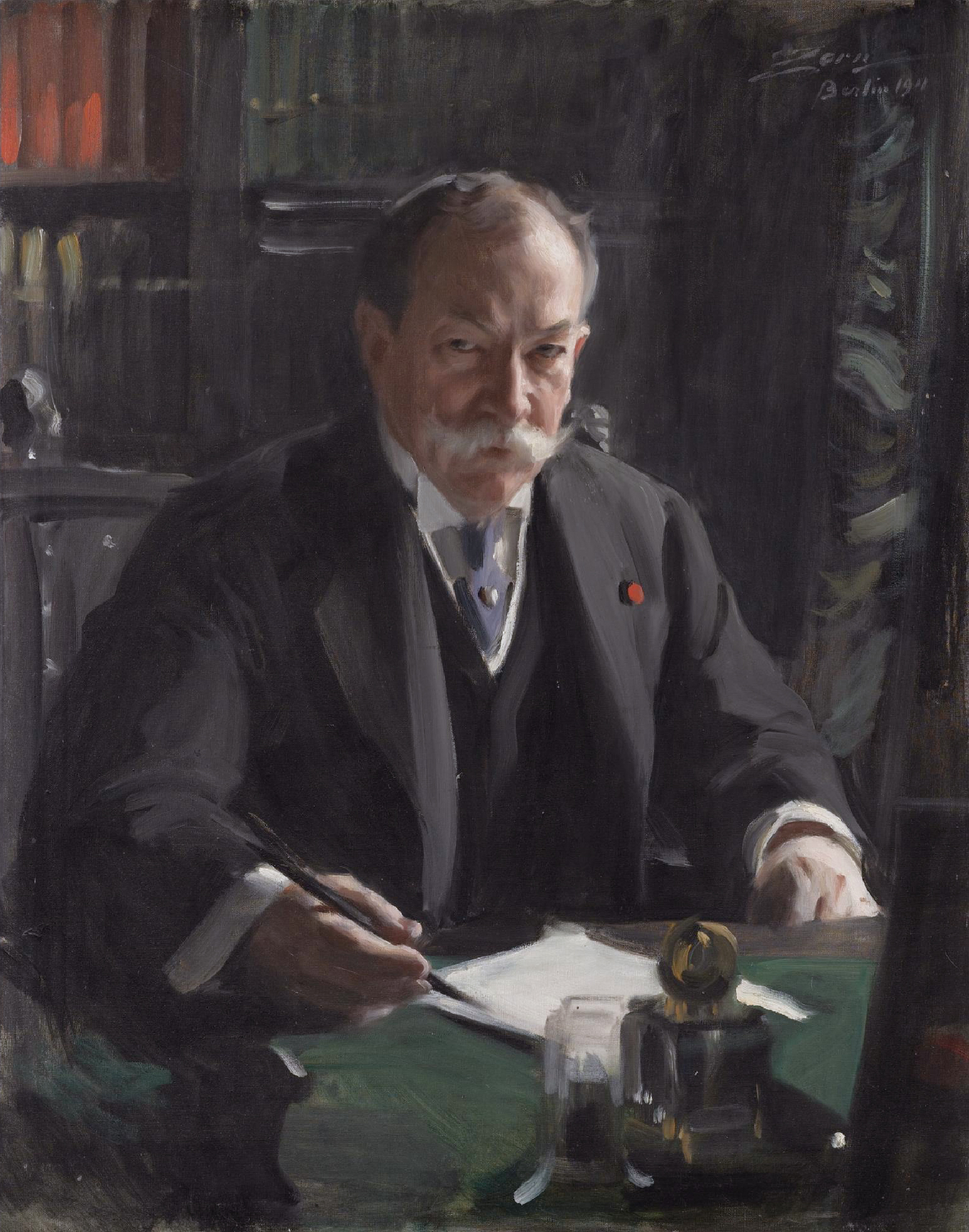
Ambassador David Jayne Hill
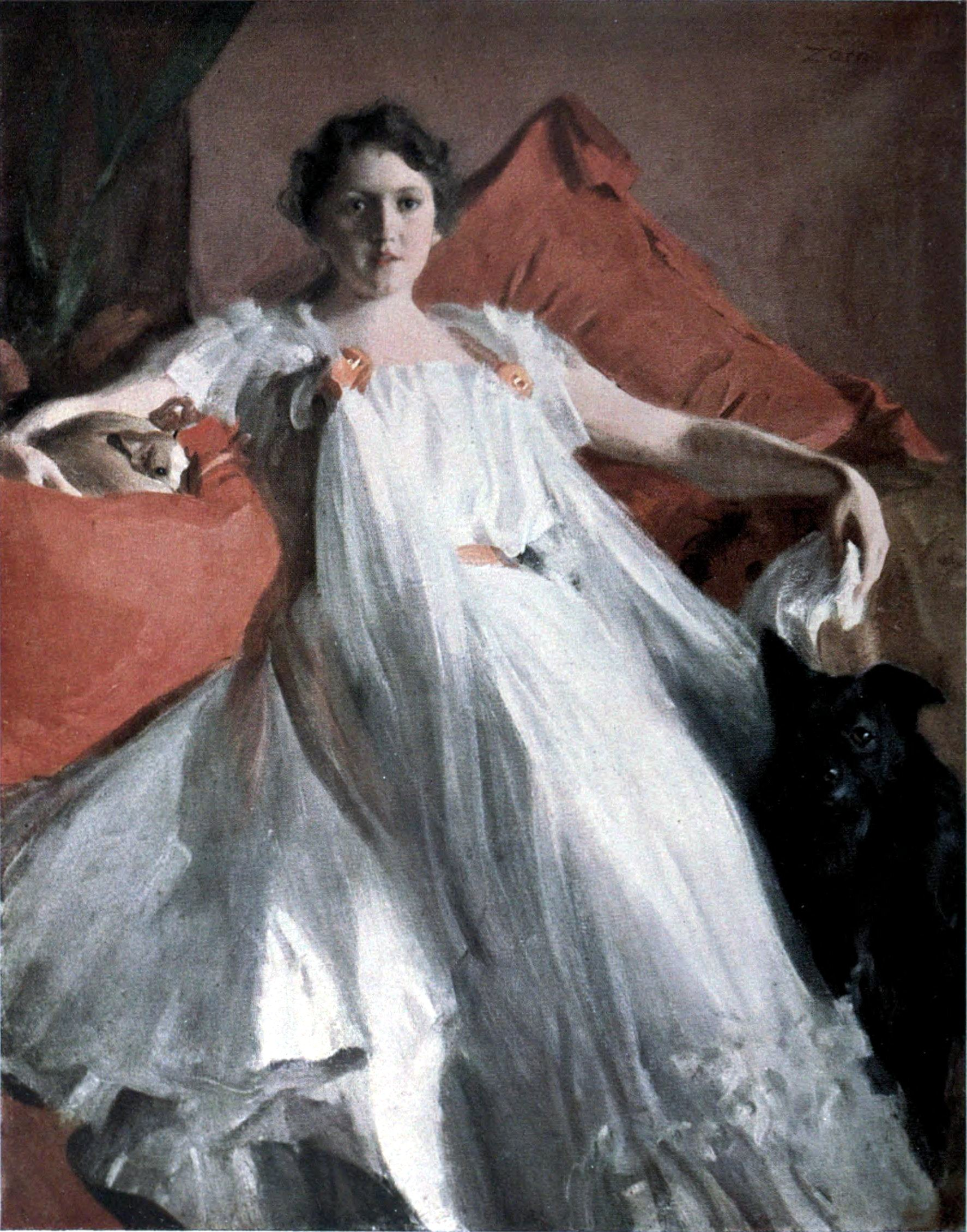
Mme Ashley, 1920
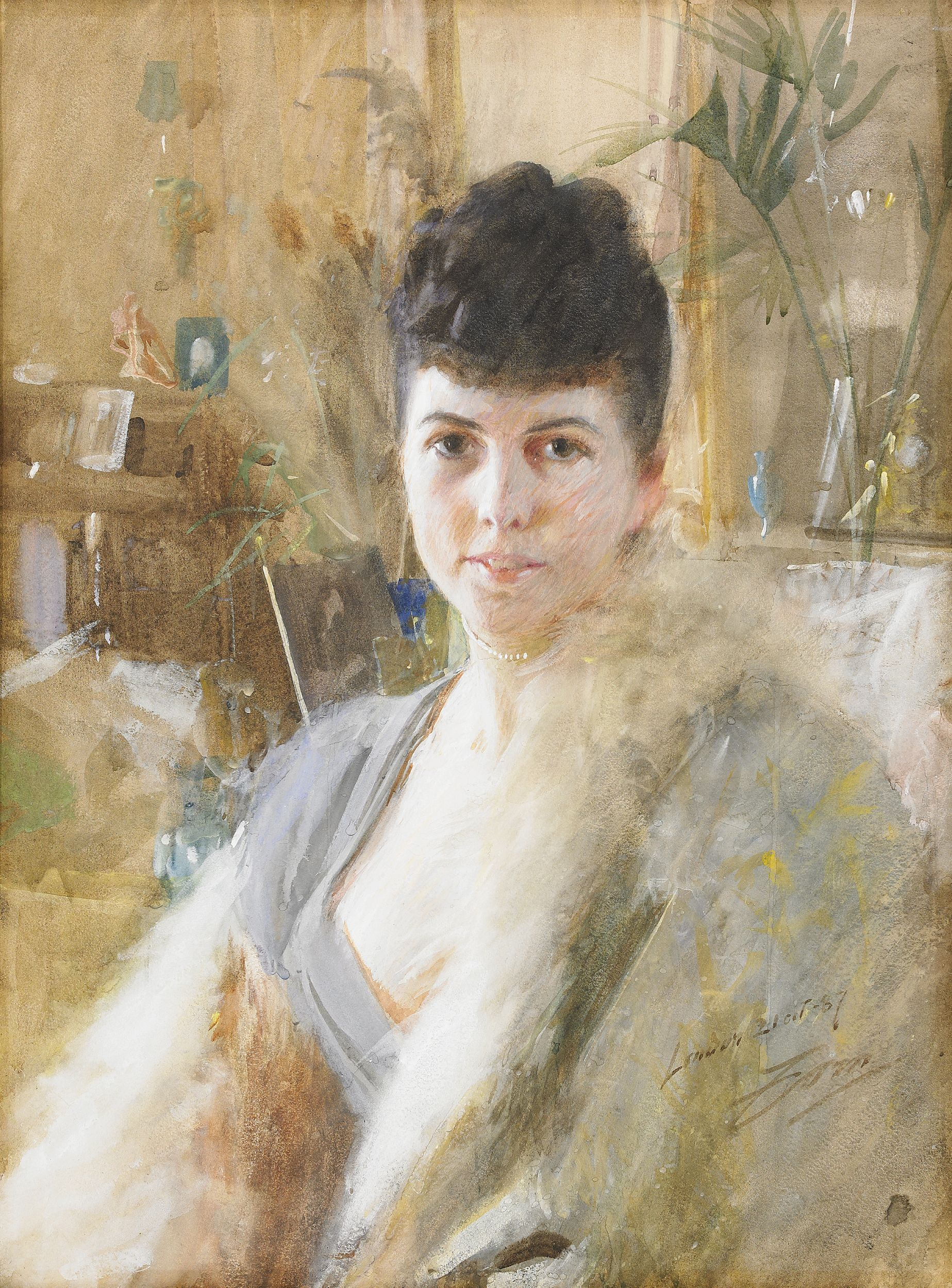
Kvinna med päls
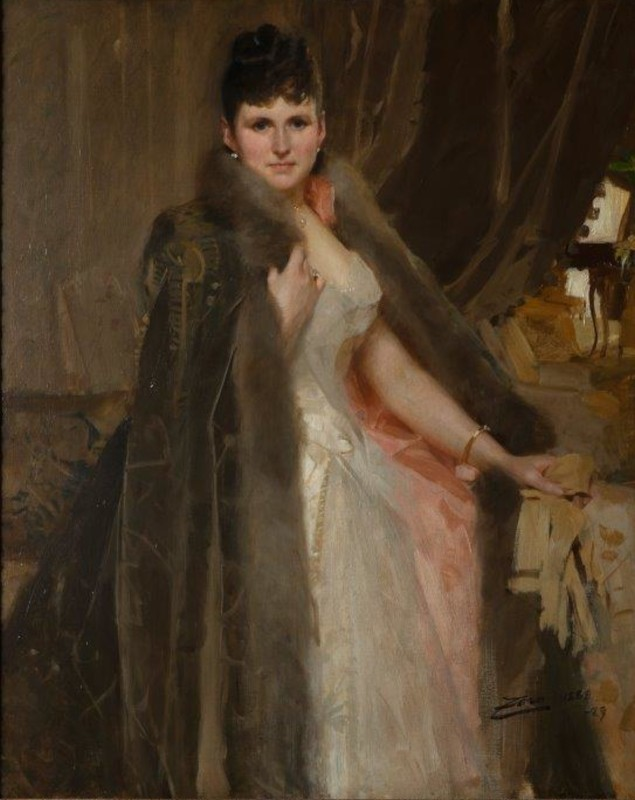
Mrs. Symons
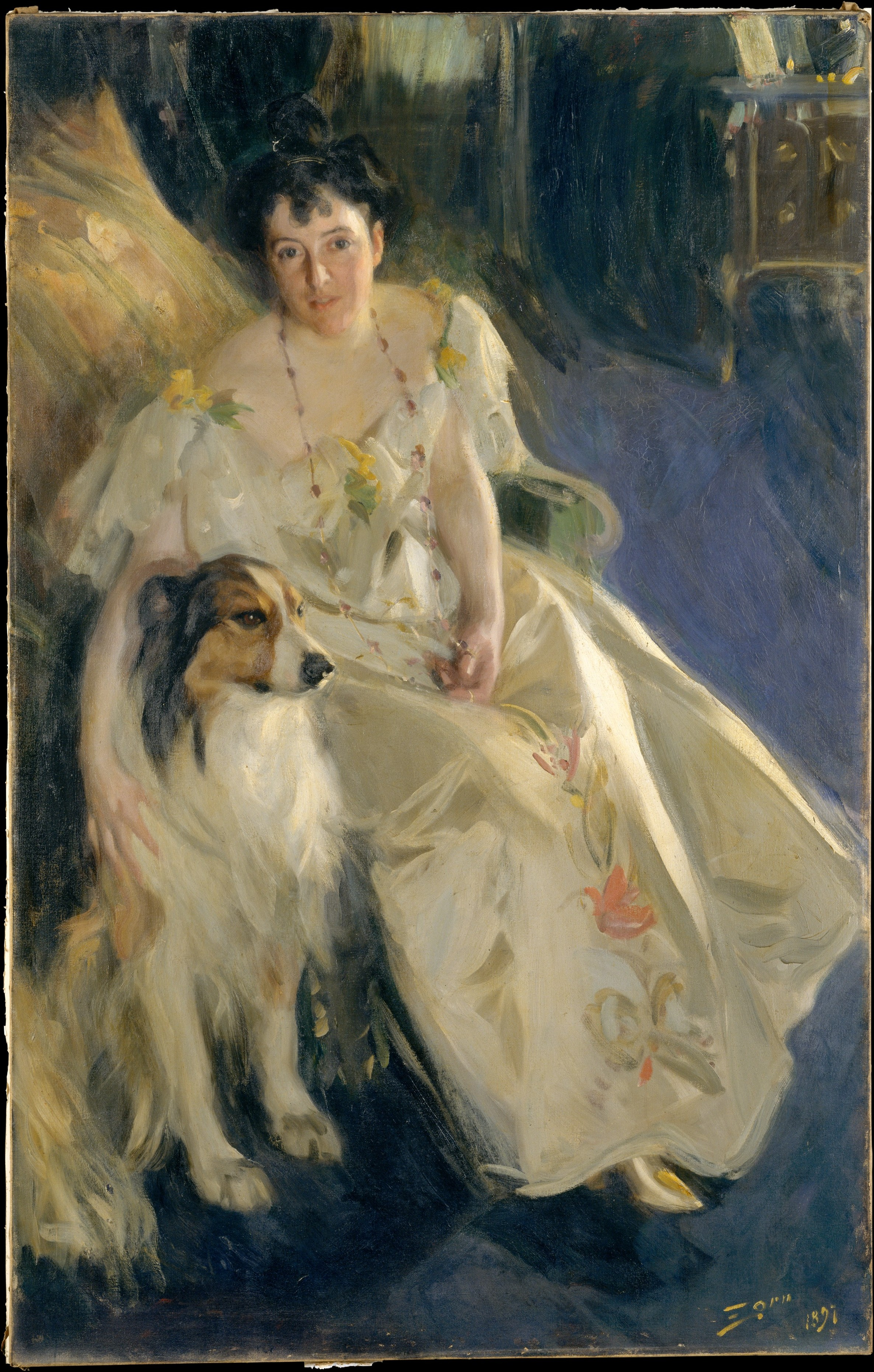
Mrs Bacon
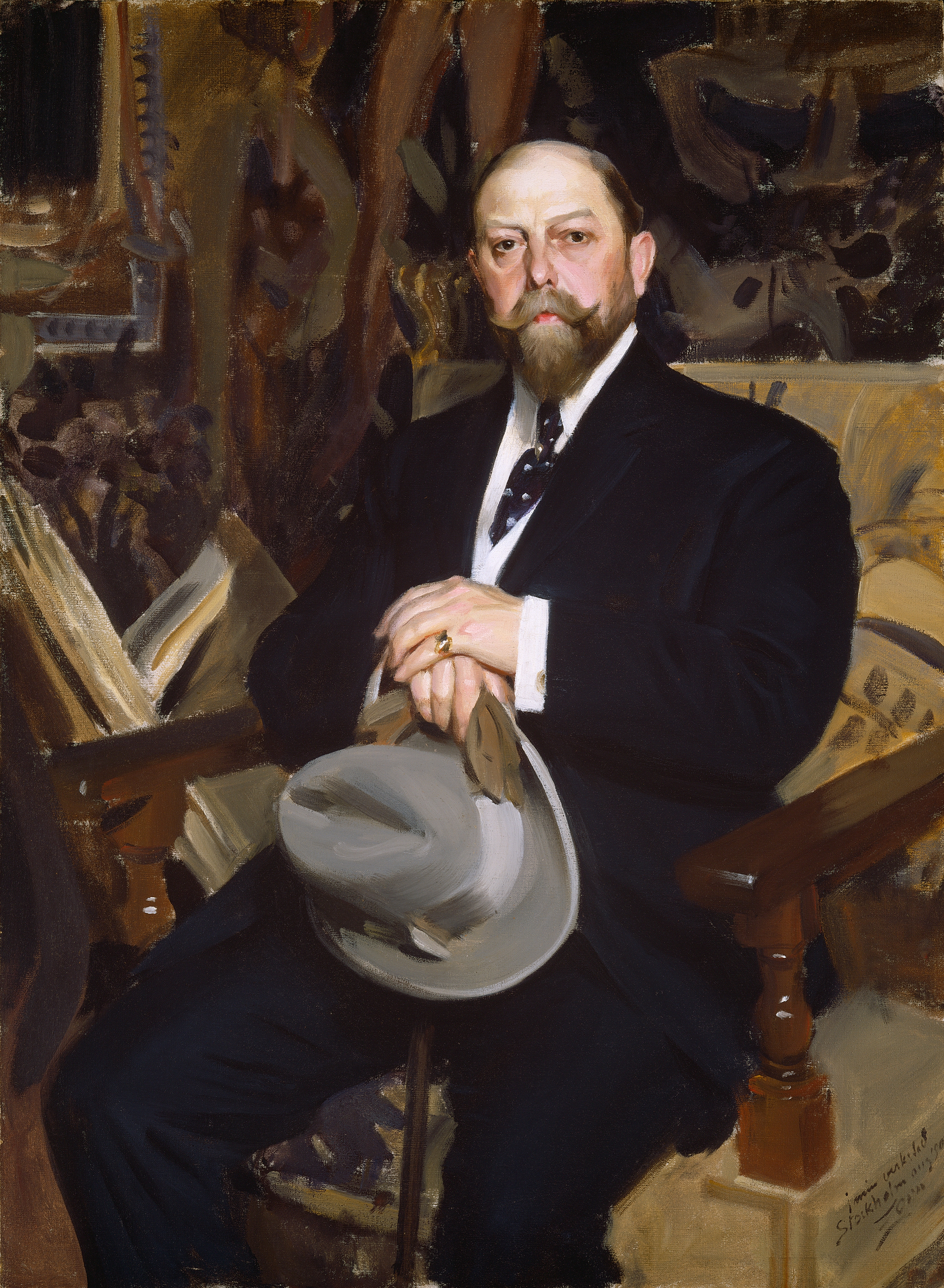
Hugo Resinger 1907.
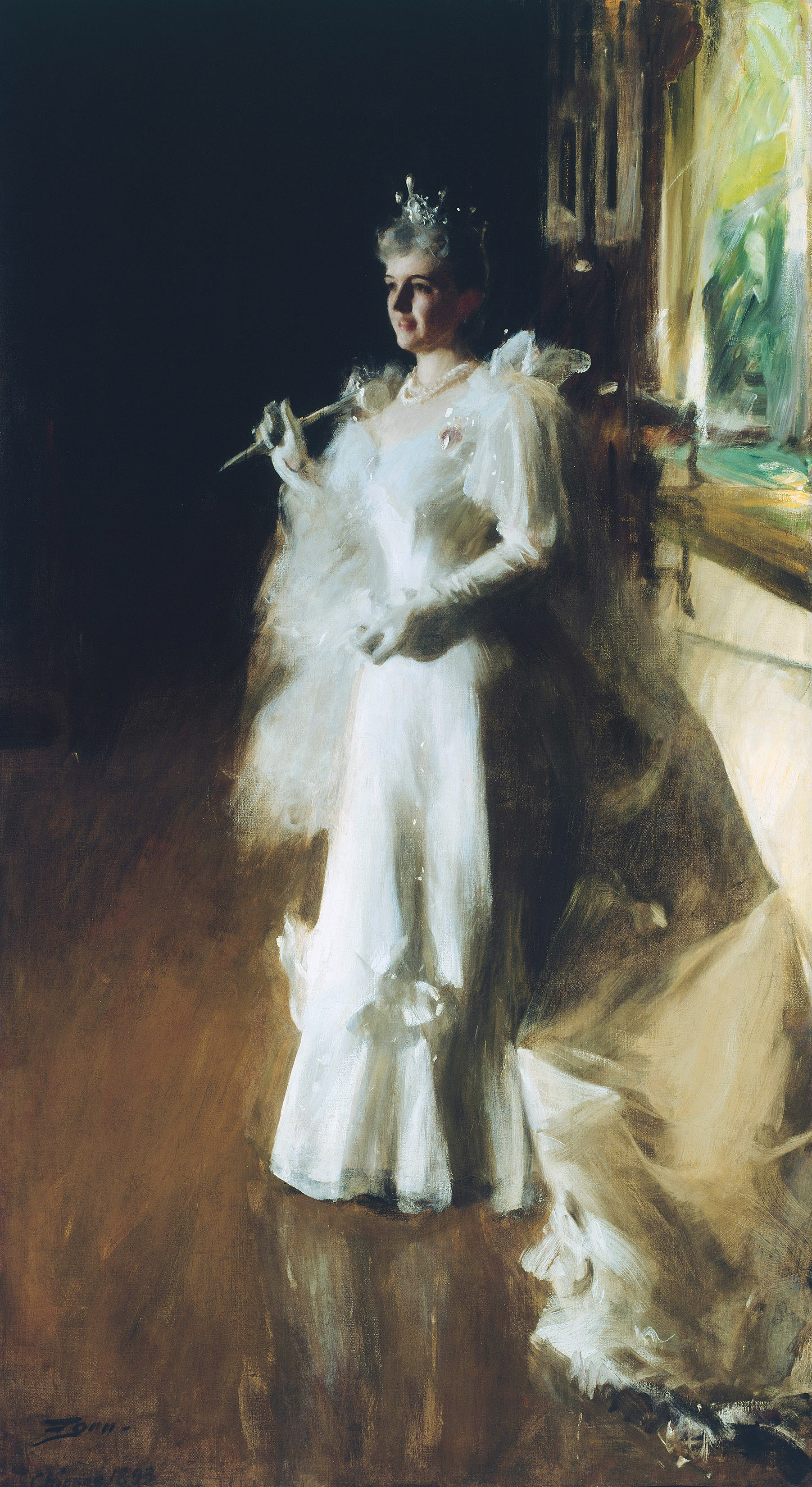
Mrs Potter Palmer
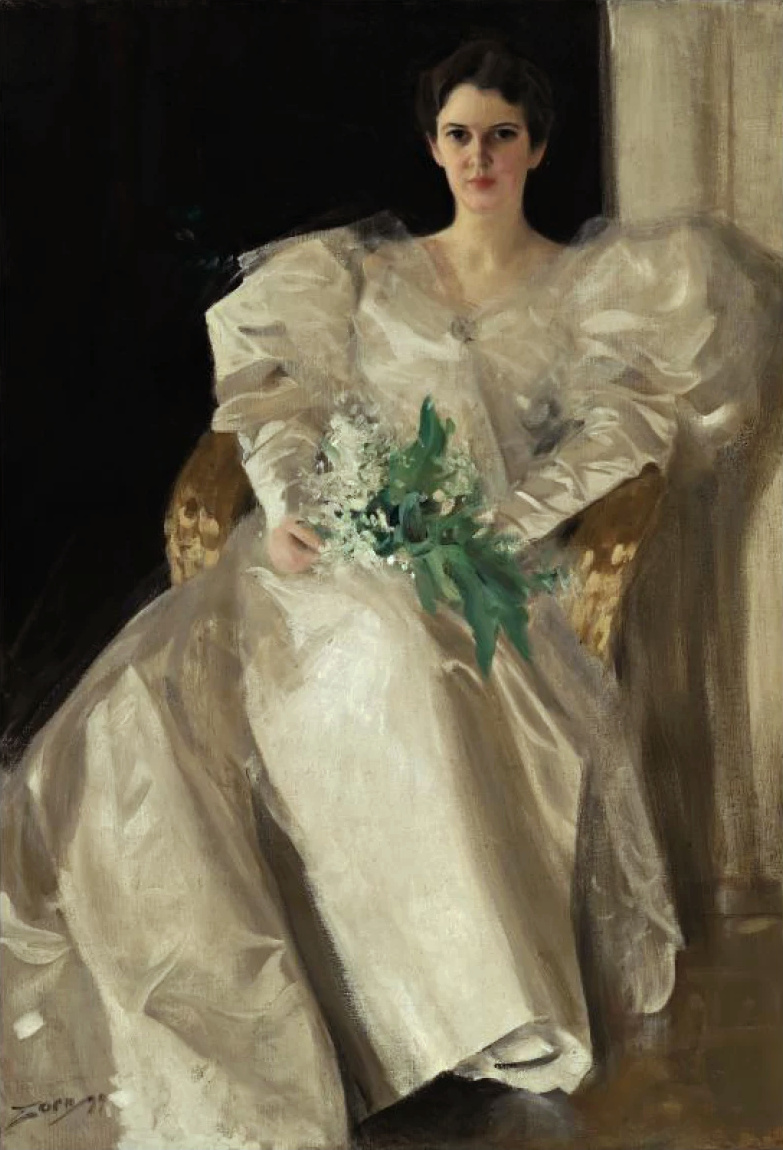
Mrs. Eben Richards
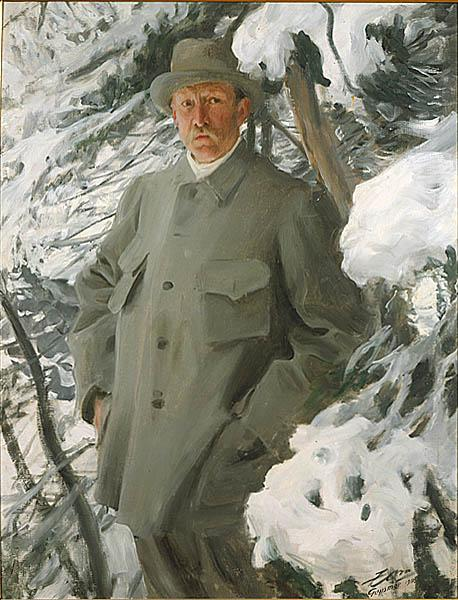
Bruno Liljefors, 1906
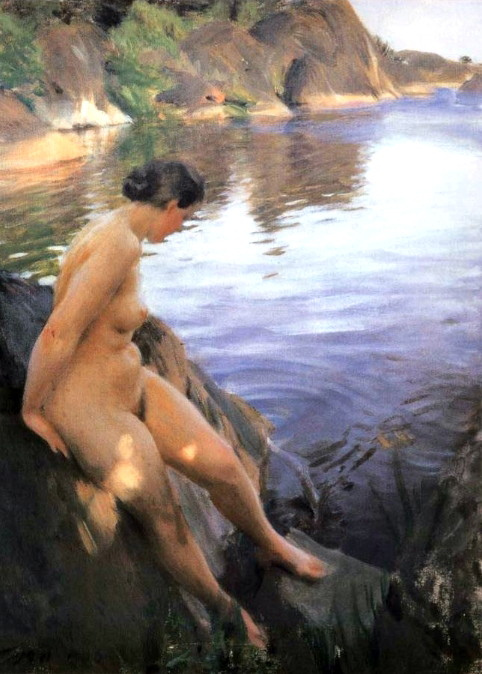
På Sandhamn, 1906
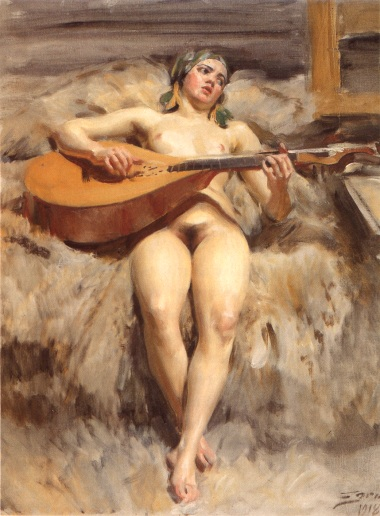
Ateljéidyll.
Ute, 1888

## Galleri, etsningar (urval)

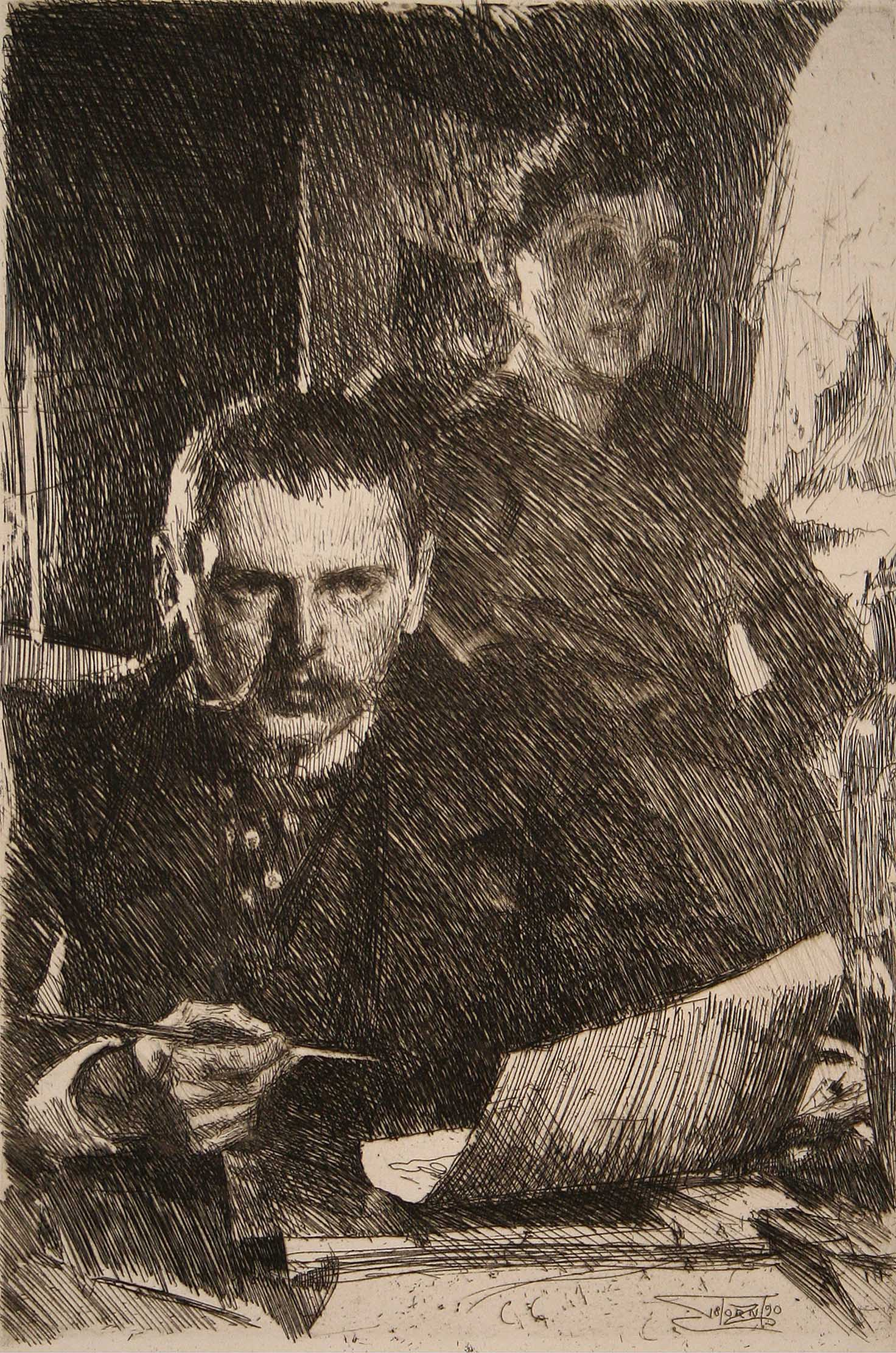
Zorn och hans hustru (1890) 31,7x21,1 cm. ZG 42
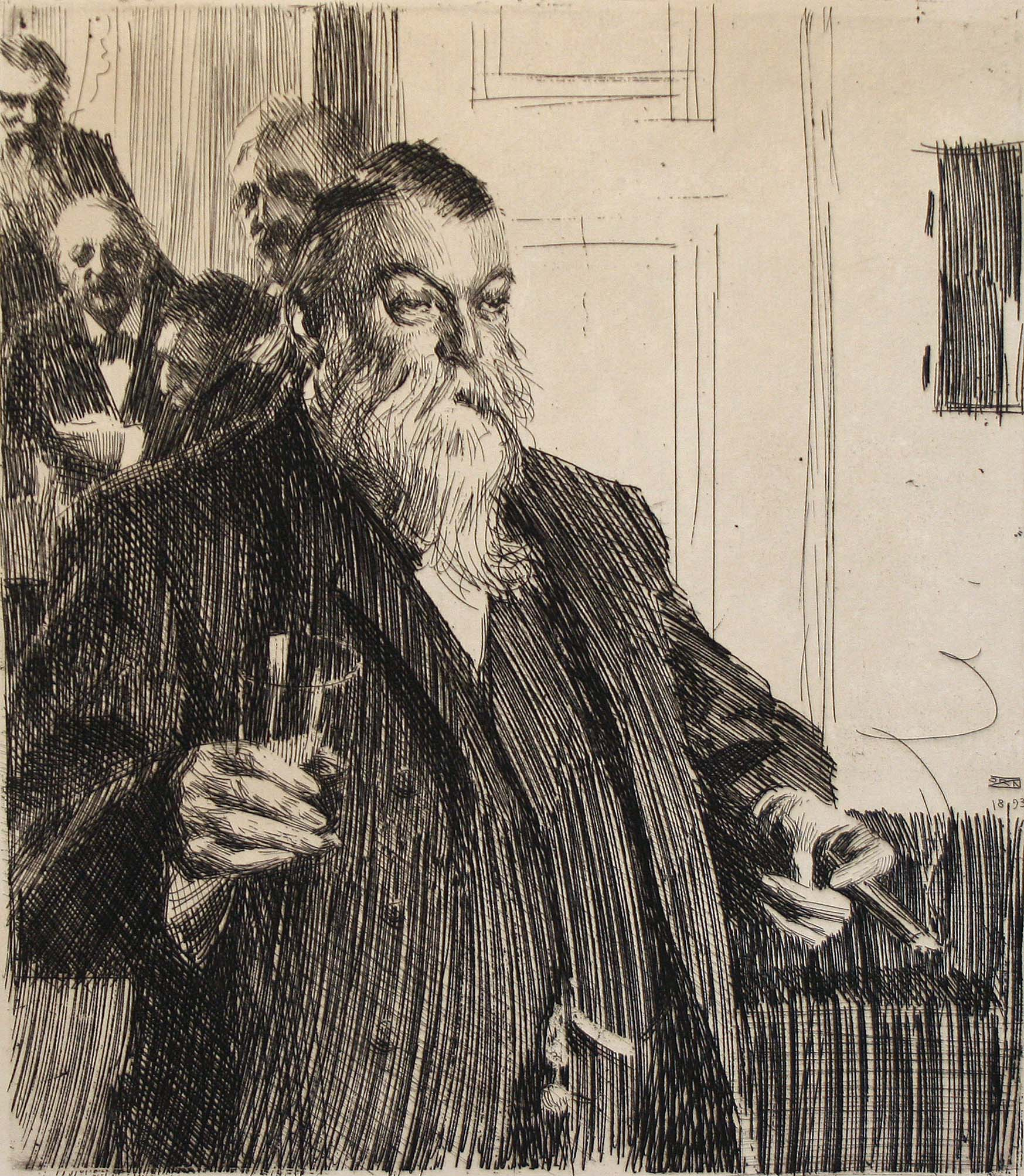
En skål i Idun II (1893) etsning, 31,8x26,8 cm, ZG80
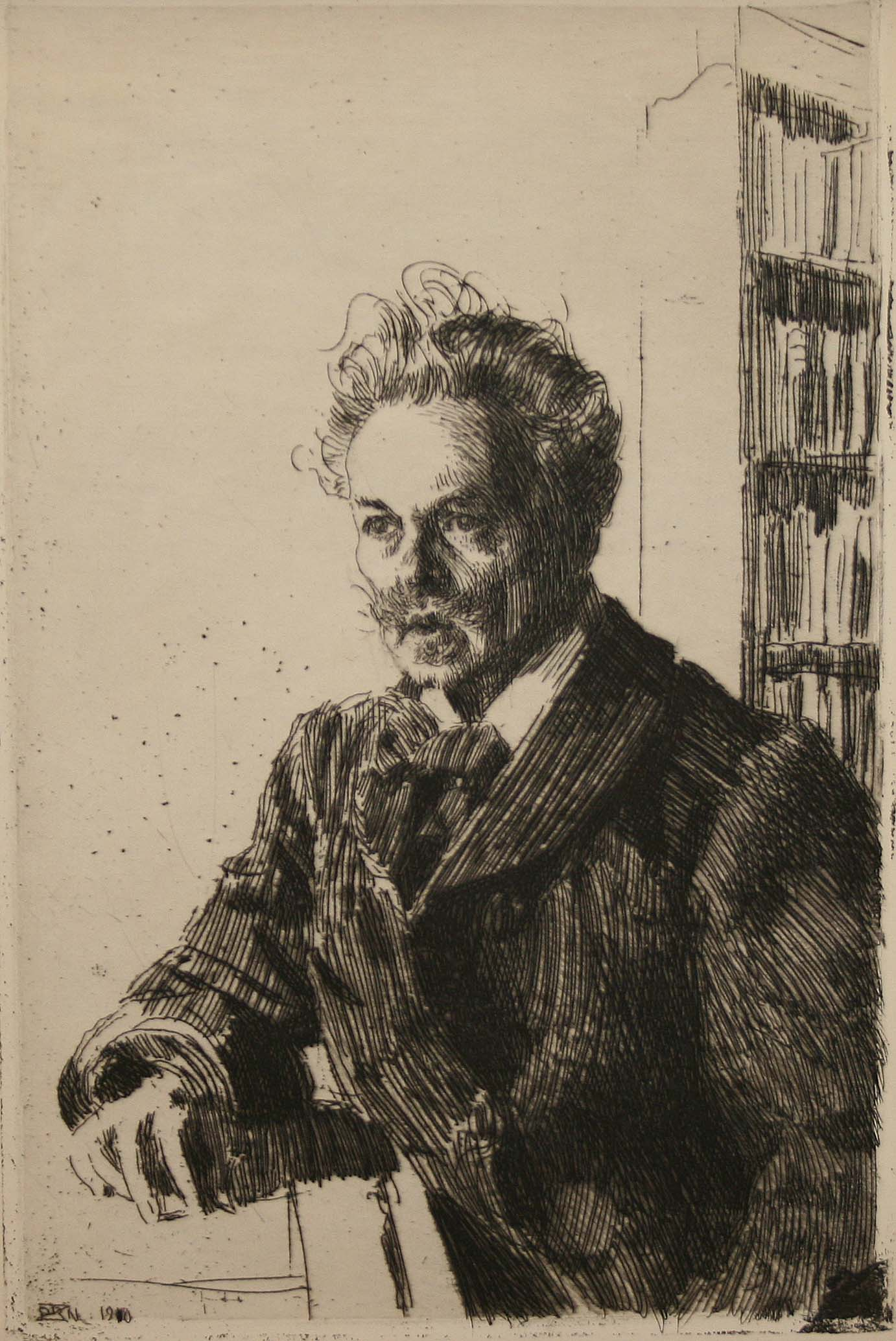
August Strindberg (1910) 29,8x19,8 cm. ZG231
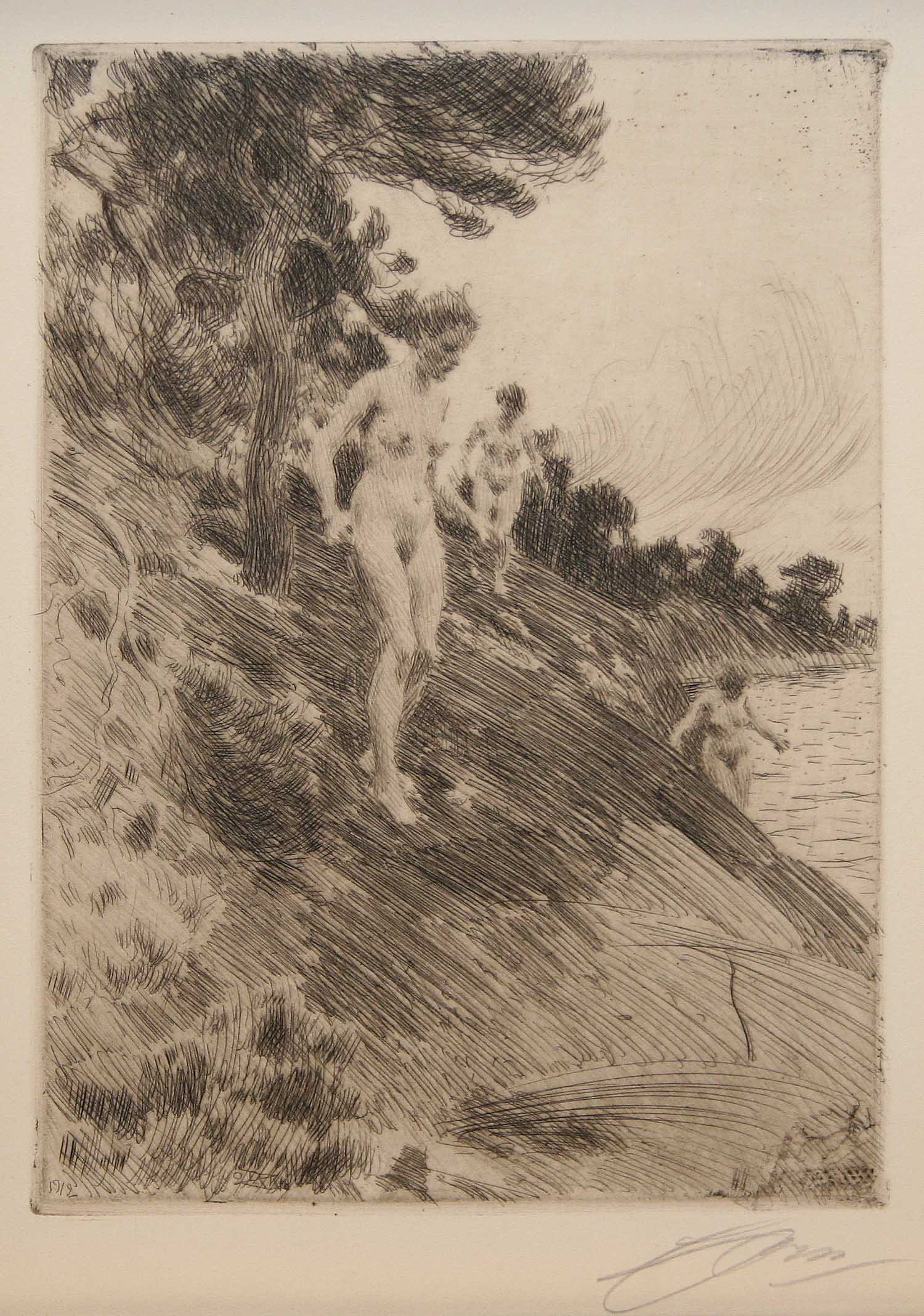
Skrämda (1912) 20x15 cm. ZG248

## Representation
Verk av Anders Zorn finns bland annat på Nationalmuseum, Prins Eugens Waldemarsudde, Norrköpings Konstmuseum, Hälsinglands museum,    Göteborgs konstmuseum, Uppsala universitetsbibliotek, Kalmar konstmuseum, Musée d'Orsay, Paris, Metropolitan Museum of Art i New York, samt i Vita huset i Washington D.C.. Han finns representerad i den svenska frimärksutgivningen som såväl målare, tecknare som etsare. Etsningen Självporträtt från 1904 utgavs som frimärke i samband med hundraårsdagen av Zorns födelse 1960.